# Phyllosticta elettariae
Phyllosticta elettariae är en svampart som beskrevs av S. Chowdhury 1958. Phyllosticta elettariae ingår i släktet Phyllosticta och familjen Botryosphaeriaceae.   Inga underarter finns listade i Catalogue of Life.